# Макара-санкранти
Макара-санкранти (санскр. मकर संक्रान्ति, телугу మకర సంక్రాంతి, маратхи मकर संक्रान्ति, канн. ಮಕರ ಸಂಕ್ರಾಂತಿ) или санкранти — индуистский праздник, посвящённый солнечному божеству Сурье. Отмечается ежегодно 14-15 января — в день перехода солнца в знак Козерога (Макара), когда заканчивается месяц зимнего солнцестояния и начинает удлиняться световой день.
Считается благоприятным днём, который дарит людям благословения для успешной мирской и духовной жизни. Это единственный праздник в индуизме, основанный на солнечном календаре, а не на лунном. Во время этого празднества принято принимать омовение в Ганге или других священных реках, и поклоняться богу Солнца, предлагая ему первые плоды собранного урожая. Причины празднования разнятся от одного региона Индии к другому, в зависимости от культурных и климатических особенностей. В Тамил-Наду и среди тамильского населения Шри-Ланки, этот праздник называется Понгал.
Санкранти — это санскритское слово, которым в индийской астрологии обозначают переход Солнца из одного знака зодиака в другой. Однако Макара-санкранти — или переход Солнца в знак Макара (название знака Козерога на санскрите), считается особо благоприятным и священным. Индийская астрология использует сидерический (звёздный), то есть неподвижный Зодиак, принимая за начало отсчёта определённую звезду эклиптики (дзету Рыб). Тогда как западная астрология использует тропический, то есть подвижный Зодиак, принимая за начало отсчёта точку весеннего равноденствия. Это отличие даёт значительную разницу, равную в XXI веке приблизительно 23 градуса. Поэтому, хотя западная астрология считает, что Солнце входит в знак Козерога 22 декабря, согласно индийской астрологии это происходит на 21 день позднее, 14 января.